# Georges Gusdorf
Georges Gusdorf, född 10 april 1912 i Caudéran, död 17 oktober 2000, var en fransk filosof.
Gusdorf föddes i Caudéran nära Bordeaux 1912 av tyska föräldrar; fadern var en ateistisk jude och modern protestant. 1940 blev han krigsfånge och tillbringade resten av andra världskriget i olika fångläger. 1948 blev han utnämnd till professor i logik vid universitetet i Strasbourg. Till följd av sin fångenskap intresserade han sig särskilt för självbiografin som ämne.
Mellan 1966 och 1988 publicerade han ett encyklopediskt verk i fjorton delar, Les sciences humaines et la pensée occidentale. Då han kände ett visst avstånd till revolten 1968 flyttade han samma år till Québec, men återvände senare till Strasbourg. Han ansåg sig ha förutspått de politiska oroligheterna i sin bok L'Université en question från 1964. Gusdorf undervisade även vid Texas-universitetet i Austin och vid ett universitet i Montreal.